# Silver City, Novi Meksiko
Silver City je mjesto u okrugu Grantu u američkoj saveznoj državi Novom Meksiku. Sjedište je okruga i sveučilišta Western New Mexico. Prema popisu stanovništva SAD 2010. ovdje je živjelo 10 315 stanovnika. Gradska spavaonica Silver Cityja je Santa Clara.

## Geologija
Geološka struktura ovog kraja je složena. Sedimentski šljunak je u obliku aluvijalnih šljunaka zvanik šljunci doline Mangas. Metamorfni škriljavac i gnajs također se može naći ovdje. Gradska jezgra većinom leži na granitu. Silver City se nalazi tik istočno od kontinentske razvodnice.

## Zemljopis
Nalazi se na 32°46′41″N 108°16′27″W / 32.77806°N 108.27417°W. Prema Uredu SAD-a za popis stanovništva, zauzima 10,1 km2 površine, sve suhozemne.

## Stanovništvo
Prema podatcima popisa 2000. u Silver Cityju bilo je 10 545 stanovnika, 4227 kućanstava i 2730 obitelji, a stanovništvo po rasi bili su 71,72% bijelci, 0,86% afroamerikanci, 1,14% Indijanci, 0,45% Azijci, 0,05% tihooceanski otočani, 22,42% ostalih rasa, 3,37% dviju ili više rasa. Hispanoamerikanaca i Latinoamerikanaca svih rasa bilo je 52,43%.

## Vanjske poveznice
- Gradske stranice
- Gradske turističke stranice  Arhivirana inačica izvorne stranice od 22. rujna 2017. (Wayback Machine)
- Trgovinska komora
- Stranice Odjela za turizam Novog Meksika  Arhivirana inačica izvorne stranice od 15. svibnja 2008. (Wayback Machine)
- Biciklističke utrke u Silver Cityju
- Cvijeće i biljke okružja Silver Cityja